# Шеф ван Рун
Јозефус Јоханес Антонијус Францискус „Шеф“ ван Рун (Хертогенбос, 12. јануар 1904 — Ајндховен, 17. децембар 1973) био је холандски фудбалски дефанзивац који је играо за Холандију на Светском првенству у фудбалу 1934. године. Такође је играо за ПСВ Ајндховен, наступајући у 359 лигашких утакмица између 1926. и 1942. Био је део репрезентације Холандије на Летњим олимпијским играма 1928. године, али није играо ни на једном мечу.